# ساگایداچنویه
ساگایداچنویه (انگلیسی: Sagaydachnoye) یک شهرک در بخش پروخوروفسکی استان بلگورود کشور روسیه است.